# Deutsch-Färöischer Freundeskreis
Der Deutsch-Färöische Freundeskreis e.V. (DFF) (färöisch Týskt-Føroyskt Vinafelag) wurde 1988 gegründet und ist ein privater Verein zur kulturellen Zusammenarbeit zwischen dem deutschsprachigen Raum und den Färöern. Dazu bietet der Freundeskreis regelmäßige Veranstaltungen an. Auf der Webseite findet man eine umfangreiche Liste mit interessanten Links. 
Der DFF ist die einzige Kulturaustauschorganisation mit den Färöerinseln außerhalb Skandinaviens. Der Verein gibt die Zeitschrift Tjaldur („Austernfischer“) heraus. TJALDUR enthält Berichte aus der färöischen Tagespresse, Übersetzungen von färöischer Lyrik, Kurzgeschichten und Reiseberichte aus allen Zeiten. Außerdem gibt es Buchrezensionen und Nachrichten über Literaturveröffentlichungen. Die Zeitschrift erscheint zweimal jährlich mit einem Umfang von gut 100 Seiten pro Heft.
Daneben gibt es eine Schriftenreihe, in der u. a. ein Klassiker wie das erste Buch über die Färöer, Natürliche und Politische Historie der Inseln Färöe (Deutsch 1757) von Lucas Jacobson Debes neu aufgelegt wurde.
Zur Frankfurter Buchmesse 2011 gab der Verein die Sonderveröffentlichung Literaturland Färöer. Einblicke und Entdeckungen zur färöischen Literaturgeschichte als E-Book heraus, von dem die Skandinavistin Astrid van Nahl die Sammlung von Buchbesprechungen der Zeitschrift Tjaldur hervorhebt und urteilt „Ein Buch, das in jede einschlägige Seminarbibliothek gehört“.

## Schriftenreihe
1. Christian Gebel: Die Färöer – Geschichte und Sprachgeschichte. 1988.
2. Norbert B. Vogt: Färöer. Bibliographie des deutschsprachigen Schrifttums. 1991.
3. Carl Julian von Graba: Tagebuch geführt auf einer Reise nach Färö im Jahre 1828. Reprographischer Nachdruck, 1993.
4. Otmar Werner: Orthographie und Aussprache im Färöischen am Beispiel der Eigennamen. 1995 (Digitalisat).
5. Ernst Krenn: Die Föroyar Studien. 1996.
6. Norbert B. Vogt, Uwe Kordeck: Färöer – annotierte Bibliographie des deutschsprachigen Schrifttums. 1998.[4]
7. Detlef Knop: Färöisch für Touristen. 1999.
8. Sabine Gorsemann (Hrsg.): Die Färöer im Fokus. Vorträge der Sonderveranstaltung „Die Färöer im Fokus“ – Sprache Literatur und Kultur einer kleinen Nation am 2. und 3. Februar 2001 an der Universität in Bremen.
9. Lucas Jacobson Debes: Natürliche und Politische Historie der Inseln Färöe. Kopenhagen / Leipzig 1757; neu herausgegeben und kommentiert von Norbert B. Vogt, 2005.
10. Norbert B. Vogt, Uwe Kordeck: Färöer – annotierte Bibliographie des deutschsprachigen Schrifttums. 2., vermehrte und ergänzte Auflage. 2009.